# Andraž Vehovar
Andraž Vehovar (n. 1 martie 1972, Ljubljana, Republica Socialistă Slovenia, RSF Iugoslavia) este un canoist ce a reprezentat Slovenia, medaliat olimpic. A participat la o ediție a Jocurilor Olimpice (1996) în care a câștigat o medalie de argint.

## Participări
Lista de mai jos prezintă principalele competiții la care a participat Andraž Vehovar de-a lungul carierei.
- canoeing at the 1996 Summer Olympics – men's slalom K-1[*]